# Bernd Stange
Bernd Walter Stange (Gnaschwitz, 14 maart 1948) is een Duits voetbalcoach en voormalig voetballer.
Stange was gedurende zijn carrière onder meer bondscoach van de Duitse Democratische Republiek (1983-1988), Oman (2001), Irak (2002–2004) en Wit-Rusland (2007–2011).

## Irak
Stange trad in november 2002 aan als bondscoach van Irak. Hij was op dat moment al geruime tijd werkloos en tekende een vierjarig contract, ondanks de Amerikaanse oorlogsdreiging. "Ik ben al een jaar werkloos", zo verklaarde Stange zijn opmerkelijke keuze tegenover de krant Bild. "Voor een man van mijn leeftijd liggen de baantjes niet voor het oprapen. En met Irak heb ik de kans om naar het WK van 2006 te gaan."
Stange kwam met Irak in contact via de zoon van 's lands toenmalige leider Saddam Hussein, Oedai Hoessein, die lange tijd voorzitter was van de nationale voetbalbond. Na overleg met de wereldvoetbalbond FIFA en het Duitse ministerie van Buitenlands Zaken besloot Stange op het aanbod in te gaan.
Op 5 juli 2004 vertrok Stange uit eigen beweging als bondscoach van Irak. Hij werd opgevolgd door Adnane Hamad. Hij was kort voor het uitbreken van de Irak-oorlog in 2003 ook al voor korte tijd teruggekeerd naar zijn vaderland op advies van de Duitse ambassade. Niettemin wist hij met Irak in het voorjaar van 2004 kwalificatie af te dwingen voor de Olympische Spelen in Athene. "Het is met diepe spijt dat ik besloten heb de verbintenis te beëindigen", aldus Stange in een persverklaring.